# 假海桐
假海桐（学名：Pittosporopsis kerrii）为水螅花科假海桐属下的一个种。生长在海拔350-1600米的山溪密林中。分布在中国云南沧源至西双版纳、红河、金平，缅甸、泰国、老挝至越南北部。